# John Joseph Myers
John Joseph Myers (Earlville, 26 luglio 1941 – Ottawa, 24 settembre 2020) è stato un arcivescovo cattolico statunitense.

## Biografia
Monsignor John Joseph Myers nacque a Earlville il 26 luglio 1941 ed era il primo di sette figli. La sua famiglia ha le sue radici in Inghilterra, Irlanda e Francia. I suoi antenati si stabilirono nel nord dell'Illinois alla fine del XIX secolo. La famiglia Myers coltivava terreni vicino a Earlville. La preghiera era una parte importante della sua routine familiare e fin dalla più tenera età prestò servizio come ministrante nella sua parrocchia, Santa Teresa.

### Formazione e ministero sacerdotale
Frequentò le scuole cattoliche a Earlville e nel 1963 si laureò in scienze politiche al Loras College di Dubuque. Mentre studiava al Loras, il vescovo di Peoria John Baptist Franz gli offrì l'opportunità di prepararsi per il sacerdozio a Roma. Myers accettò e quindi prese residenza presso il Pontificio collegio americano del Nord. Nel 1967 conseguì la licenza in teologia alla Pontificia Università Gregoriana e nel 1977 il dottorato in diritto canonico presso l'Università Cattolica d'America a Washington.
Il 17 dicembre 1966 fu ordinato presbitero per la diocesi di Peoria nella basilica di San Pietro in Vaticano da monsignor Francis Frederick Reh, rettore del Pontificio collegio americano del Nord. Tornato in patria fu vicario parrocchiale della parrocchia della Sacra Famiglia dal 1967 al 1970; funzionario nel dipartimento per gli affari internazionali della Conferenza episcopale a Washington dal 1970 al 1971; vicario parrocchiale della parrocchia di San Matteo a Champaign dal 1971 al 1974; amministratore parrocchiale della parrocchia del Cuore Immacolato di Maria a Galesgburg; amministratore della cattedrale dell'Immacolata Concezione a Peoria e vice-cancelliere vescovile dal 1977 al 1978; direttore delle vocazioni dal 1977 al 1987; cancelliere vescovile dal 1978 al 1987; vicario generale dal 1982 al 1990 e di nuovo amministratore della cattedrale nel 1984. Fu membro del consiglio presbiterale dal 1968 al 1970 e dal 1984 al 1990 e del collegio dei consultori dal 1978 al 1990.

### Ministero episcopale
Il 7 luglio 1987 papa Giovanni Paolo II lo nominò vescovo coadiutore di Peoria. Ricevette l'ordinazione episcopale il 3 settembre successivo nella cattedrale dell'Immacolata Concezione a Peoria dal vescovo di Peoria Edward William O'Rourke, co-consacranti l'arcivescovo di Louisville Thomas Cajetan Kelly e il vescovo ausiliare di Seattle Donald William Wuerl. Il 23 gennaio 1990 succedette alla medesima sede.
Gli anni di episcopato di monsignor Myers a Peoria furono caratterizzati dall'aumento delle vocazioni al sacerdozio e della devozione eucaristica, nonché da un forte stile di leadership che enfatizzava "l'identità cattolica chiara e nitida" e la fedeltà all'insegnamento della Chiesa. Presiedette diversi grandi eventi in preparazione all'arrivo dell'anno 2000, inclusa una serie di messe regionali che attirarono migliaia di persone.
Alcuni degli oltre 80 sacerdoti da lui ordinati avevano iniziato gli studi in seminario mentre egli era direttore delle vocazioni diocesane.
La prima delle sette lettere pastorali che scrisse come vescovo di Peoria, Gli obblighi dei cattolici e i diritti dei bambini non nati, lo portarono sotto i riflettori nazionali. In essa si rivolgeva sia agli elettori che ai politici cattolici e fece dichiarazioni energiche come: "Non esiste, e non può esistere, niente come un autentico cattolico pro-choice".
La sua successiva lettera pastorale, "L'Eucaristia: Sacrificio d'amore", anch'essa pubblicata durante il suo primo anno come ordinario diocesano, avviò un processo di pianificazione lungo 18 mesi per il primo congresso eucaristico della diocesi di Peoria. Quella celebrazione ebbe luogo presso il Peoria Civic Center il 21 giugno 1992 e attirò 6500 persone.
Nel settembre del 2000 inaugurò la St. Thomas High School di Champaign, la prima scuola secondaria cattolica di nuova costituzione in diocesi dopo 35 anni. Accolse diversi ordini religiosi, inclusa la Comunità di San Giovanni, che istituì un noviziato per candidati in lingua inglese per sacerdoti, fratelli e sorelle appena fuori Peoria. Altri includevano le Francescane di San Giorgio Martire, le clarisse e le Missionarie della carità, che aprirono un convento accanto alla cattedrale di Peoria. Nel 1995 questo ricevette la visita di Madre Teresa di Calcutta.
Monsignor Muyers fondò l'Istituto catechetico "San Giovanni Bosco" per formare, certificare, aggiornare e reclutare "un vero esercito di insegnanti e catechisti" per attuare un periodo di rinnovamento catechistico nella diocesi.
Istituì anche dei premi per riconoscere coloro che avevano dato un contributo eccezionale alla fede sia a livello locale che nazionale. Essi includono la medaglia Pere Marquette per il servizio locale e la medaglia John Lancaster Spalding, intitolata al vescovo fondatore della diocesi di Peoria, per il servizio alla Chiesa su scala nazionale.
Il 24 luglio 2001 papa Giovanni Paolo II lo nominò arcivescovo metropolita di Newark. Prese possesso dell'arcidiocesi il 9 ottobre successivo e lo stesso giorno venne nominato anche superiore ecclesiastico della missione sui iuris di Turks e Caicos. Il 29 giugno dell'anno successivo il papa gli impose il pallio. Sebbene l'appellativo di un arcivescovo cattolico sia "Sua eccellenza", monsignor Myers dichiarò più volte di preferire quello di "Sua grazia", più tipico dell'Anglicanesimo.
Dal 2003 al 2011 fu anche delegato ecclesiastico del Provvedimento pastorale, una serie di pratiche e norme che consentiva ai vescovi di fornire assistenza spirituale ai cattolici romani provenienti dalla tradizione anglicana istituendo parrocchie e ordinando sacerdoti per le loro esigenze. Questo fu poi sostituito dall'ordinariato personale della Cattedra di San Pietro.
Durante i dodici anni di episcopato a Newark, l'arcivescovo Myers guidò il popolo della Chiesa locale attraverso numerosi eventi e sfide significative. Entrò in diocesi quasi immediatamente dopo gli attacchi terroristici dell'11 settembre, visitò Ground Zero e cercò di alleviare il dolore dei soccorritori e delle vittime. Officiò numerosi funerali e servizi commemorativi per i morti negli attacchi al World Trade Center e pubblicò una lettera pastorale, "Se Dio è per noi, chi può essere contro di noi?", nella quale rifletteva su fede e terrorismo.
In qualità di membro del comitato ad hoc sugli abusi sessuali della Conferenza dei vescovi cattolici degli Stati Uniti, monsignor Myers contribuì alla stesura della Carta per la protezione dei bambini e dei giovani, il documento cardine che guida la Chiesa statunitense nel trattare con compassione le vittime di abusi e collaborare apertamente con le autorità civili.
L'arcivescovo Myers nel 2003 supervisionò le celebrazioni per il 150º anniversario dell'arcidiocesi di Newark che videro anche la pubblicazione con un libro della storia della diocesi "Seeds of Faith, Branches of Hope".
Riconoscendo la necessità di affrontare il futuro dell'arcidiocesi e delle sue istituzioni, l'arcivescovo Myers nel 2002 guidò la realizzazione di due studi, il New Energies Parish Transition Project e il Piano strategico per le scuole cattoliche. Con queste due iniziative, che si concentrarono sulla partecipazione della parrocchia e della comunità, gli autori fornirono idee e soluzioni preziose per aiutare le parrocchie e le scuole a rafforzare le loro presenze e un modo per adattarsi ai cambiamenti demografici che si erano verificati nel nord del New Jersey negli ultimi decenni. Un ulteriore rafforzamento delle scuole elementari cattoliche iniziò nel 2011 attraverso una commissione per l'educazione cattolica. L'arcidiocesi attuò le raccomandazioni della commissione e una nuova tabella di marcia per l'istruzione elementare cattolica durante l'anno scolastico 2014-2015.
L'arcivescovo Myers contribuì a sensibilizzare la gente sia nel New Jersey che a livello nazionale sul peccato della tratta di esseri umani e lavorò con le agenzie locali, regionali e nazionali per attuare programmi per fornire assistenza alle vittime di questo crimine e una più forte applicazione delle leggi per punire gli autori.
Attraverso il suo lavoro come presidente della Conferenza cattolica del New Jersey, il braccio delle politiche pubbliche della Chiesa cattolica nel New Jersey, l'arcivescovo Myers e i suoi confratelli vescovi svolsero un ruolo fondamentale nell'affrontare questioni pubbliche importanti come l'abolizione della pena di morte, il fornire alloggi a prezzi accessibili e sostenere le persone in stato di povertà con la beneficenza.
A riflesso delle sue responsabilità episcopali come autentico maestro di fede, l'arcivescovo Myers fu presidente del consiglio dei reggenti e del consiglio di fondazione della Seton Hall University a South Orange, l'università arcidiocesana. Inoltre presiedette la commissione per gli affari accademici e la commissione per le finanze dell'Università Cattolica d'America a Washington. Fu anche membro del comitato del seminario dell'Università cattolica e del comitato esecutivo del consiglio di fondazione dello stesso ateneo. Dal 2003 al 2008 fece parte del comitato esecutivo del consiglio dei governatori e presiedette il comitato finanziario del Pontificio collegio americano del Nord. Fu anche membro del consiglio del seminario del seminario "Kenrick-Glennon" dell'arcidiocesi di Saint Louis e del seminario "Mount St.Mary" a Emmitsburg. Fu membro fondatore e membro del consiglio di amministrazione dell'Associazione per il ministero catecumenale.
Durante i suoi venticinque anni come ordinario diocesano e membro della Conferenza dei vescovi cattolici degli Stati Uniti, monsignor Myers fu membro o presiedente di numerosi comitati, iniziative e task force, tra cui: affari canonici dal 1988 al 2002; santuari e pellegrinaggi dal 1990; vocazioni dal 1995 al 1998; aiuti alla Chiesa nell'Europa dell'Est dal 1999; affari ispanici dal 2002; comitato ad hoc sugli abusi sessuali dal 2002; task force su college e università cattoliche; comitato ad hoc per la revisione dello statuto della Conferenza; ristrutturazione; bilancio e finanze dal 2006 e politica interna.
Fu anche amministratore della Papal Foundation e presidente del comitato per gli investimenti di quest'ultimo. Fu anche membro del consiglio di amministrazione della Fondazione culturale "Papa Giovanni Paolo II" a Washington; del comitato consultivo episcopale teologico del Body Institute e del comitato consultivo dei vescovi dell'Istituto "Papa Paolo VI".
L'arcivescovo Myers partecipò ampiamente a numerosi progetti sullo studio del diritto canonico e fu autore di scritti accademici su una serie di argomenti, tra cui la finanza diocesana, i ministeri ecclesiali, i diritti dei bambini non nati, l'Eucaristia, la tratta di esseri umani e la famiglia. In riconoscimento di questa vasta esperienza della materia fu consultore del Pontificio consiglio per i testi legislativi dal 1998 al 2008 e membro dello stesso dal 6 maggio 2008.
Era cavaliere di terzo grado dei Cavalieri di Colombo, commendatore con stella dell'Ordine equestre del Santo Sepolcro di Gerusalemme, cavaliere di gran croce dell'Ordine costantiniano di San Giorgio e cappellano conventuale del Sovrano militare ordine di Malta. Il 10 dicembre 2010 Vittorio Emanuele di Savoia gli assegnò il titolo di cavaliere di gran croce della dell'Ordine dei Santi Maurizio e Lazzaro in riconoscimento della sua guida esemplare come arcivescovo di una grande diocesi cattolica e per l'essersi dimostrato un importante leader religioso in America. Ricevette il dottorato honoris causa in lettere umanistiche dalla Mount St. Mary University di Emmitsburg, del Loras College di Dubuque e dalla St. Peter's University di Jersey City; un dottorato honoris causa in giurisprudenza dalla scuola di legge della Seton Hall University e un dottorato honoris causa in teologia dall'Università Cattolica d'America.
Il 24 settembre 2013 gli fu assegnato un arcivescovo coadiutore, monsignor Bernard Anthony Hebda, fino a quel momento il vescovo di Gaylord. Il 24 marzo 2016 monsignor Hebda venne nominato arcivescovo metropolita di Saint Paul e Minneapolis che guidava già da nove mesi come amministratore apostolico.
Il suo hobby principale era la scrittura e con Gary Wolf (il creatore di Roger Rabbit) scrisse Space Vulture, un romanzo "pastiche" di fantascienza pubblicato da Tor Books nel 2008.
Il 7 novembre 2016 papa Francesco accettò la sua rinuncia al governo pastorale dell'arcidiocesi per raggiunti limiti d'età. Inizialmente si trasferì in una abitazione che si era fatto ristrutturare a Pittstown. Nel gennaio del 2020, affetto da diversi problemi di salute e da un progressivo decadimento cognitivo, ritornò in Illinois per essere più vicino ai famigliari.
Morì in una struttura per anziani a Ottawa il 24 settembre 2020 all'età di 79 anni. Le esequie si tennero il 30 settembre nella cattedrale dell'Immacolata Concezione a Peoria e furono presiedute da monsignor Daniel Robert Jenky, vescovo di Peoria. L'omelia venne pronunciata da monsignor Steven P. Rohlfs, vicario generale durante l'episcopato di Myers. Al termine del rito fu sepolto nel mausoleo dei vescovi del Saint Marys Cemetery a West Peoria. Il 7 ottobre alle ore 14 si tenne una messa in suffragio nella cattedrale del Sacro Cuore a Newark che venne presieduta dal cardinale Joseph William Tobin. L'omelia venne pronunciata da monsignor Arthur Joseph Serratelli, vescovo emerito di Paterson.

## Opinioni
Monsignor Myers fu sia lodato sia criticato per le sue forti opinioni conservatrici e del suo stile di governo. Molti lodano la sua leadership e affermano che fu un autentico campione della dottrina cattolica in un momento in cui molti cattolici abbandonavano la rigorosa osservanza dei precetti religiosi. I suoi critici lo descrivono però come un vescovo dominatore che poneva un indebito accento sull'interpretazione letterale della legge a scapito della compassione. Myers difese le sue azioni affermando: "Viviamo la nostra fede in comunione con la chiesa di Roma. [...] A volte è difficile per noi cattolici seguire un modello che sembra essere diverso da quello che altri nella nostra società praticano o credono, comprensibile. Questo causa confusione o frustrazione in alcune persone".
Mentre era vescovo di Peoria impedì a monsignor Thomas John Gumbleton, vescovo ausiliare di Detroit ora in pensione, di incontrare un gruppo progressista in una chiesa nella sua diocesi. Ammonì i sacerdoti che davano la Santa Comunione ai cattolici divorziati e risposati. Rifiutò di consentire agli insegnanti delle scuole diocesane di partecipare a una riunione nazionale degli educatori cattolici perché uno dei relatori era noto per essere a favore dell'ordinazione delle donne. Licenziò un insegnante di una scuola parrocchiale per aver consentito un dibattito sull'ordinazione delle donne.
Fu un grande sostenitore della Cardinal Newman Society. Il vescovo di Lincoln Fabian Wendelin Bruskewitz, uno dei suoi sostenitori, minacciò di scomunicare i cattolici che appartenevano a organizzazioni ecclesiastiche liberali come Call to Action.
Il 30 aprile 2010 monsignor Myers espresse preoccupazione per la prevista offerta di un corso sul matrimonio omosessuale da parte della Seton Hall University dicendo che questo "lo disturbava notevolmente".

## Controversie e critiche

### Gestione dei casi di pedofilia da parte di membri del clero
Nel 2002 il Dallas Morning News inserì monsignor Myers tra i due terzi dei vescovi in carica e degli amministratori diocesani che accusava di aver consentito a sacerdoti responsabili di abusi sessuali di continuare a prestare servizio.
Myers fu collegato a diversi casi in cui sacerdoti condannati o accusati di abusi sessuali furono protetti o trasferiti in ruoli dove sarebbero venuti in ulteriore contatto con i bambini. I fatti risalivano a quando guidava la diocesi di Peoria.
Nel 2009 l'arcidiocesi di Newark nominò il reverendo Michael Fugee cappellano del Saint Michael's Medical Center a Newark. Fugee aveva firmato una confessione in cui ammetteva di aver accarezzato un ragazzo adolescente quando prestava servizio nella parrocchia di Santa Elisabetta d'Ungheria a Wyckoff  e una giuria lo aveva per questo condannato nel 2003. La sentenza venne però ribaltata da una Corte d'Appello nel 2006 per ragioni non legate alla sua ammissione. Al fine di evitare un nuovo processo, nel 2007 Fugee firmò un accordo con l'ufficio del procuratore della contea di Bergen in cui accettava di svolgere un servizio che non lo avrebbe messo a contatto con dei bambini. L'arcidiocesi firmò l'accordo e si impegnò a supervisionare padre Fugee e a mantenere l'accordo. Tuttavia, nel 2013, padre Fugee tornò a lavorare con i bambini, questa volta come incaricato della pastorale giovanile presso la chiesa di Santa Maria a Colts Neck, una parrocchia della diocesi di Trenton. L'arcidiocesi dichiarò di non essere a conoscenza delle attività e che non avrebbe permesso a padre Fugee di impegnarsi in tali attività. Il procuratore della contea di Bergen indagò su possibili accuse penali. Diverse persone, inclusi alcuni membri dell'Assemblea legislativa del New Jersey, invitarono monsignor Myers a dimettersi a causa della sua gestione della vicenda di padre Michael Fugee. L'arcivescovo Myers aveva riferito che padre Fugee lavorava a contatto con i bambini nonostante vi fosse un accordo vincolante stipulato con l'ufficio del procuratore.

### Residenza privata come arcivescovo emerito
Nel febbraio del 2014 il New York Times riferì che l'arcivescovo Myers stava pianificato di ritirarsi in una residenza di 700 metri quadrati a Pittstown. Senza la nuova ala in corso di progettazione, la casa di Myers era valutata a 776 700 dollari. I miglioramenti per la sua casa costavano almeno 500 000 dollari tasse incluse per gli architetti. I costi per l'arredamento erano stimati a 500 000 dollari.
Il portavoce dell'arcidiocesi Jim Goodness difese l'installazione di una piscina di 4,3 m × 2,1 m, dicendo: "La stampa dice che è una sauna, è un idromassaggio". I lavori furono pagati con la vendita di altre proprietà dell'arcidiocesi.
Una scuola elementare che offriva l'opportunità ai bambini immigrati di studiare fu però chiusa quando l'arcidiocesi affermò che non poteva permettersi di continuare a finanziarla. Dorothy Gawronski, una donna del luogo disse alla stampa: "Era un posto amato, quella scuola, ma la Chiesa, non credo che sia più ricca". I contrasti con la nuova casa dell'arcivescovo divennero evidenti.
La residenza dove Myers intende vivere in pensione è stata definita "sontuosa". Secondo i critici ciò era in contrasto con lo stile di vita di papa Francesco che vive frugalmente e sollecita i vescovi a evitare di vivere "come i principi" e sostiene una "Chiesa povera per i poveri". Charles Zech, direttore del Centro per la gestione ecclesiastica e l'etica d'impresa presso la scuola commerciale della Villanova University affermò che Myers non stava prestando attenzione a papa Francesco e stava sottraendo denaro dalle tasche dei parrocchiani.
Una petizione che chiedeva a Myers di vendere la proprietà raccolse 17 000 firme.
Nel gennaio del 2020, l'arcidiocesi annunciò che la proprietà sarebbe stata venduta in quanto monsignor Myers si era trasferito in illinois.

## Genealogia episcopale e successione apostolica
La genealogia episcopale è:
- Cardinale Scipione Rebiba
- Cardinale Giulio Antonio Santori
- Cardinale Girolamo Bernerio, O.P.
- Arcivescovo Galeazzo Sanvitale
- Cardinale Ludovico Ludovisi
- Cardinale Luigi Caetani
- Cardinale Ulderico Carpegna
- Cardinale Paluzzo Paluzzi Altieri degli Albertoni
- Papa Benedetto XIII
- Papa Benedetto XIV
- Cardinale Enrico Enriquez
- Arcivescovo Manuel Quintano Bonifaz
- Cardinale Buenaventura Córdoba Espinosa de la Cerda
- Cardinale Giuseppe Maria Doria Pamphilj
- Papa Pio VIII
- Papa Pio IX
- Cardinale Raffaele Monaco La Valletta
- Cardinale Diomede Angelo Raffaele Gennaro Falconio, O.F.M.
- Vescovo Joseph Chartrand
- Cardinale Joseph Elmer Ritter
- Cardinale John Patrick Cody
- Vescovo Edward William O'Rourke
- Arcivescovo John Joseph Myers

La successione apostolica è:
- Vescovo Edgar Moreira da Cunha, S.D.V. (2003)
- Vescovo Gaetano Aldo (Thomas) Donato (2004)
- Vescovo John Walter Flesey (2004)
- Vescovo Manuel Aurelio Cruz (2008)
- Vescovo James Francis Checchio (2016)